# Halmfackla
Halmfackla är en diktsamling av Karl Vennberg utgiven 1944.
Samlingen är ett av de centrala verken inom fyrtiotalismen. Den innehåller bland annat den berömda dikten Om det fanns telefon som skrevs under andra världskriget:
| ” | Om det fanns telefon i närheten / skulle vi kunna ringa upp ett sjukhus / och begära råd som ingen kunde ge / eller vi skulle kunna tillkalla en läkare / som ingenting kunde uträtta / Om vi hade tillgång till en bår skulle vi kunna forsla fram den sjuke till en väg / där det kunde komma en bil / om inte bensinen gick åt till bombplanen... | „ |